# Tous
|  | Per a altres significats, vegeu «Tous (desambiguació)». |

Tous és un municipi del País Valencià a la comarca de la Ribera Alta. Limita amb Alzira, l'Alcúdia, Benimodo, Carlet, Catadau, Guadassuar i Sumacàrcer (a la mateixa comarca); amb Millars, Navarrés i Quesa (a la comarca de la Canal de Navarrés); i amb Dosaigües (a la Foia de Bunyol). El formen els nuclis de Tous i La Parra.

## Geografia
El terme abraça 14,4 km² d'extensió marcats pel curs del Xúquer amb una orografia dominada pel Caroig en què destaquen l'Alt dels Cuchillos, els pujols de la Neu, de la Llum, dels Alterons i del Palmeral. A banda del Xúquer i el seu afluent Escalona, la hidrografia és rica en barrancs: avenc, Cuevas Blancas, l'Olla, Duende, etc. L'embassament de Tous, l'avenc del Campillo i la cova del Candil, tan rica en aigües que molts trams s'han de recórrer en barca. Entre la fauna a la redor d'este pantà destaca la cabra salvatge.

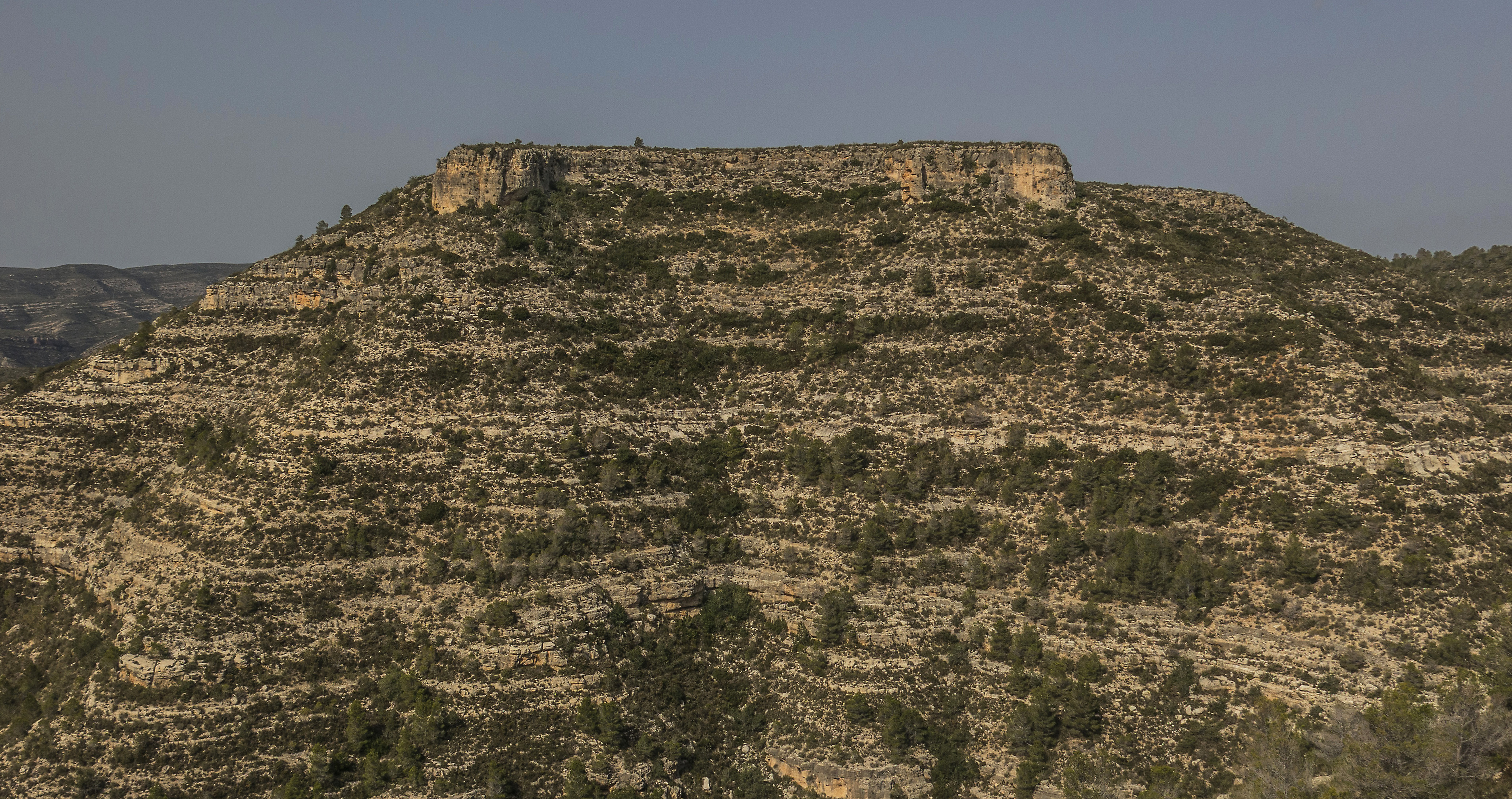
El Castellet
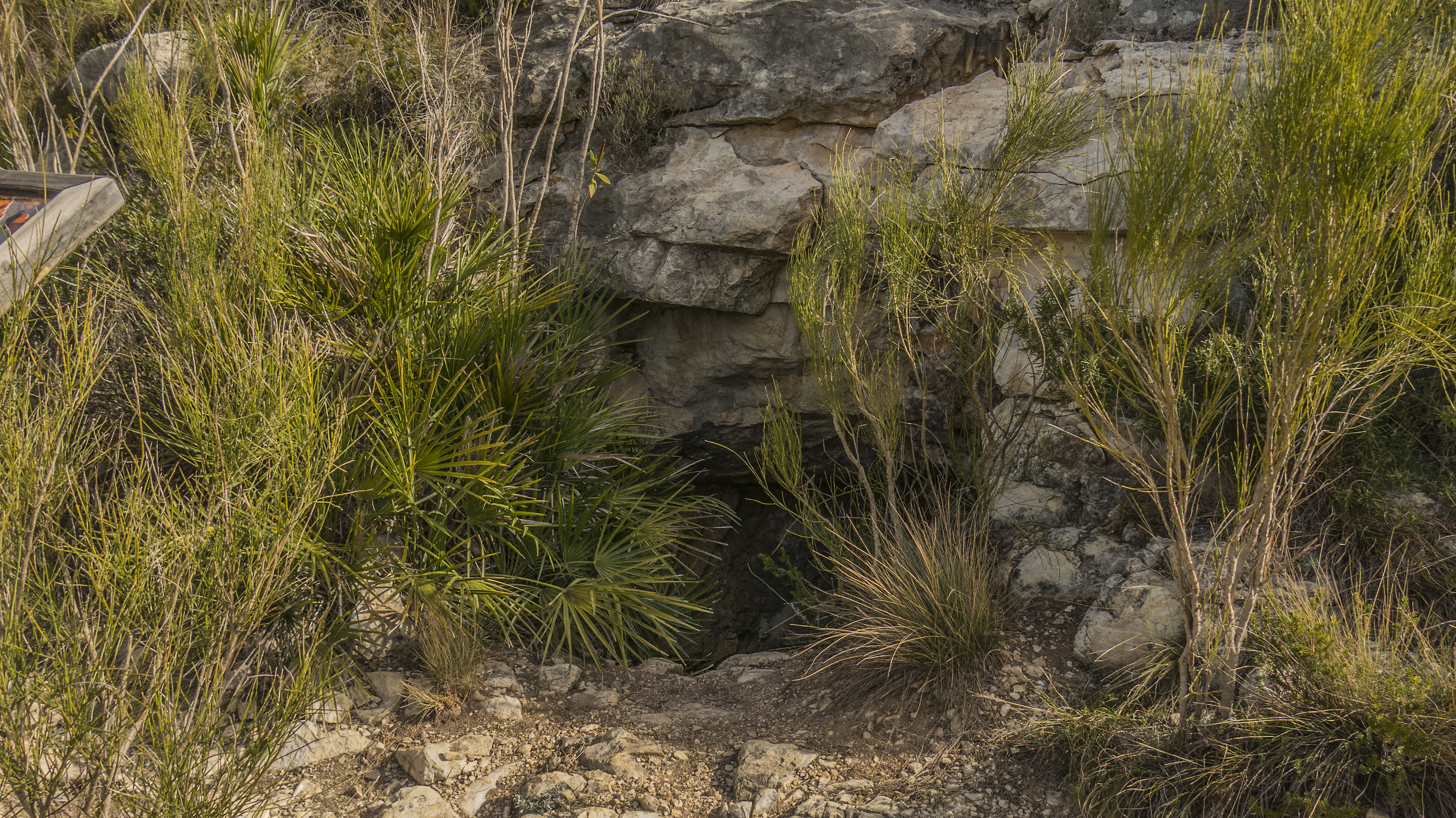
Avenc del Candil

## Història

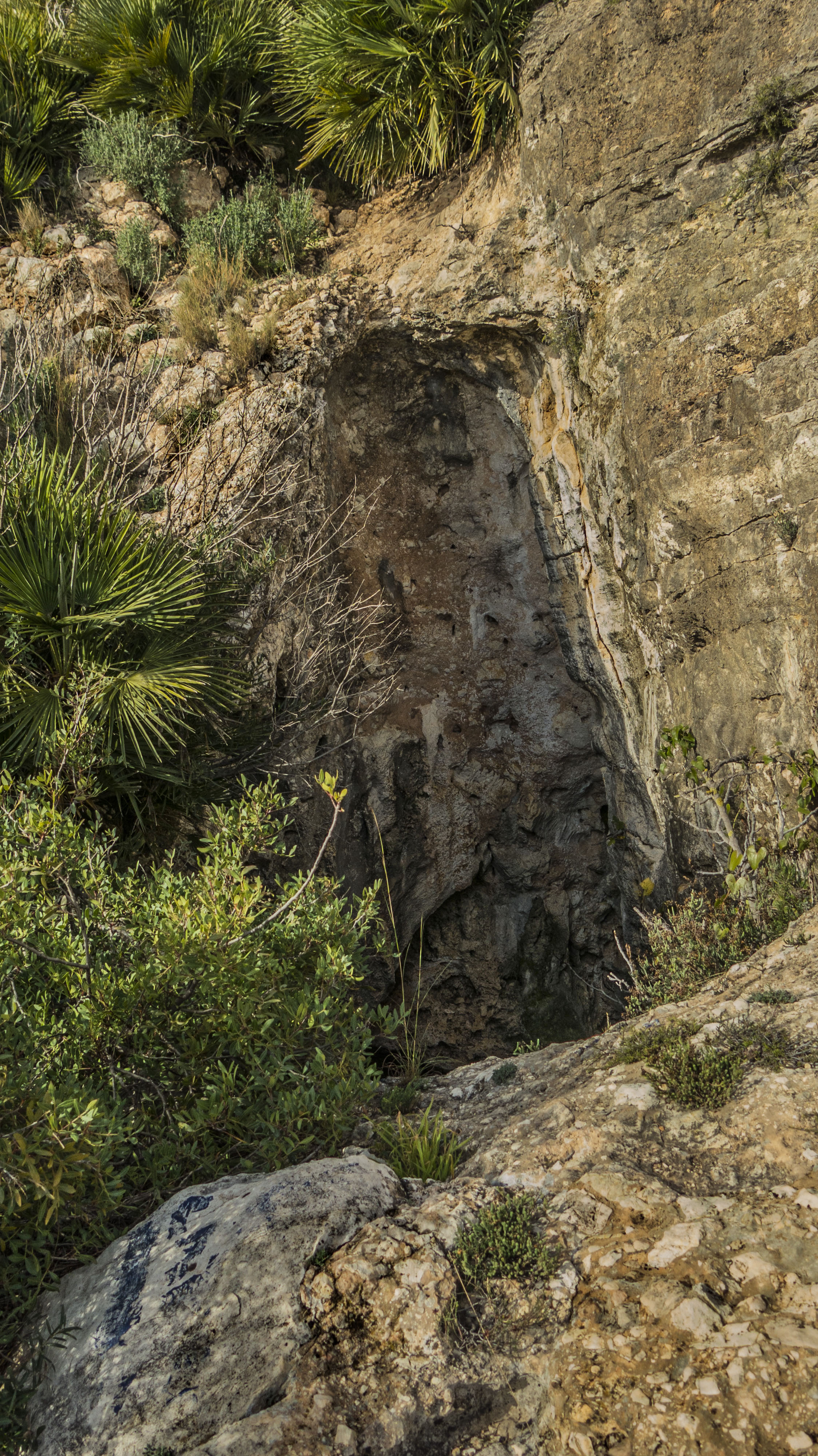
Avenc de l'Infern del Matamon

Restes arqueològiques de les èpoques del bronze i ibèrica s'han trobat en l'Avenc de l'Infern (o de Primo). D'època romana es trobaren unes àmfores en la costera Renat i altres restes en les partides de la Parra, els castells dels Moros i Terrabona.
Alqueria musulmana de Xàtiva, el seu castell, que tingué una gran importància estratègica durant la dominació islàmica: va ser l'últim a sotmetre's a les hosts de Jaume el Conqueridor després de la derrota d'Al-Azraq. Després de la conquesta passà a Joan Pérez Zapata a canvi de l'alqueria de Beniopa. Successivament fou propietat d'Alfons de Montagut, dels Castellví, comtes de Carlet, i dels ducs d'Almodóvar. El primer document en què figura és de 1275. En 1609 romangué absolutament despoblat a causa de l'expulsió morisca. El 1795, Cavanilles, va constatar la seua tradicional pobresa agrícola, compensada per l'artesania de l'espart i la fabricació de carbó. Fins a la pràctica desaparició de l'ofici els arriers de Tous han tingut fama molt disputada amb els d'Antella.
Durant tota la seua història ha sofert les avingudes del Xúquer, per la qual cosa en 1971 la població va ser traslladada a una nova ubicació per la construcció del pantà de Tous, el qual la nit del 20 d'octubre de 1982 va esclatar en un temporal de pluges, i va arrasar gran part de la comarca, fins a l'extrem que alguns pobles, com ara Gavarda i Beneixida hagueren de ser deshabitats i traslladada la seua població a nous emplaçaments.
És conegut per la Pantanada de Tous en què el 20 d'octubre de 1982 es va trencar la presa a causa de les fortíssimes pluges de més de 600 mm en 24 hores a les comarques de la Vall d'Aiora i la Canal de Navarrés. Del pantà es van lliurar les restes del castell i la torre de Terrabona, que fou abandonada a l'època de l'expulsió morisca i després va servir de presó. Es troba en estat de ruïna absoluta. També hi ha una font de 1907.

## Demografia
| 1990  | 1992  | 1994  | 1996  | 1998  | 2000  | 2002  | 2004  | 2006  | 2007  |
| ----- | ----- | ----- | ----- | ----- | ----- | ----- | ----- | ----- | ----- |
| 1.239 | 1.259 | 1.240 | 1.205 | 1.182 | 1.183 | 1.116 | 1.114 | 1.126 | 1.152 |

## Economia
Des de la finalització de les obres de construcció de la presa, l'agricultura constituïx pràcticament l'única activitat econòmica del municipi. En el secà hi ha garroferes, ametlers, oliveres, cereals i vinya. En regadiu es conreen tarongers, dacsa i hortalisses. La ramaderia compta amb caps de llanar i caprí, i centenars de bucs d'abelles. La indústria és, en Tous, pràcticament inexistent.

## Política i Govern

### Composició de la Corporació Municipal
El Ple de l'Ajuntament està format per 9 regidors. En les eleccions municipals de 26 de maig de 2019 foren elegits 6 regidors del Partit Popular (PP) i 3 del Partit Socialista del País Valencià (PSPV-PSOE).
| Eleccions municipals de 26 de maig de 2019 - Tous                                                                |                                          |                                     |                                     |        |          |          |
| Candidatura | Candidatura                              | Candidatura                         | Cap de llista                       | Vots   | Vots     | Regidors |
| | Partit Popular                           |                                     | Cristóbal García Santafilomena      | 587    | 64,79%   | 6 (-1)   |
| | Partit Socialista del País Valencià-PSOE |                                     | Miguel Ángel Briz Carbó             | 311    | 34,33%   | 3 (+1)   |
| | Vots en blanc                            |                                     |                                     | 8      | 0,88%    |          |
| Total vots vàlids i regidors                                                                                     | Total vots vàlids i regidors             | Total vots vàlids i regidors        | Total vots vàlids i regidors        | 906    | 100 %    | 9        |
| | Vots nuls                                | Vots nuls                           | Vots nuls                           | 22     | 2,37%    |          |
| Participació (vots vàlids més nuls)                                                                              | Participació (vots vàlids més nuls)      | Participació (vots vàlids més nuls) | Participació (vots vàlids més nuls) | 928    | 88,72%** |          |
| Abstenció | Abstenció                                | Abstenció                           | Abstenció                           | 118*   | 11,28%** |          |
| Total cens electoral                                                                                             | Total cens electoral                     | Total cens electoral                | Total cens electoral                | 1.046* | 100 %**  |          |
| Alcalde: Cristóbal García Santafilomena (PP) (15/06/2019) Per majoria absoluta dels vots dels regidors           |                                          |                                     |                                     |        |          |          |
| Fonts: JEC, JEZ Xàtiva, Periòdic Ara. (* No són vots sinó electors. ** Percentatge respecte del cens electoral.) |                                          |                                     |                                     |        |          |          |

## Ruïnes de l'antic poble

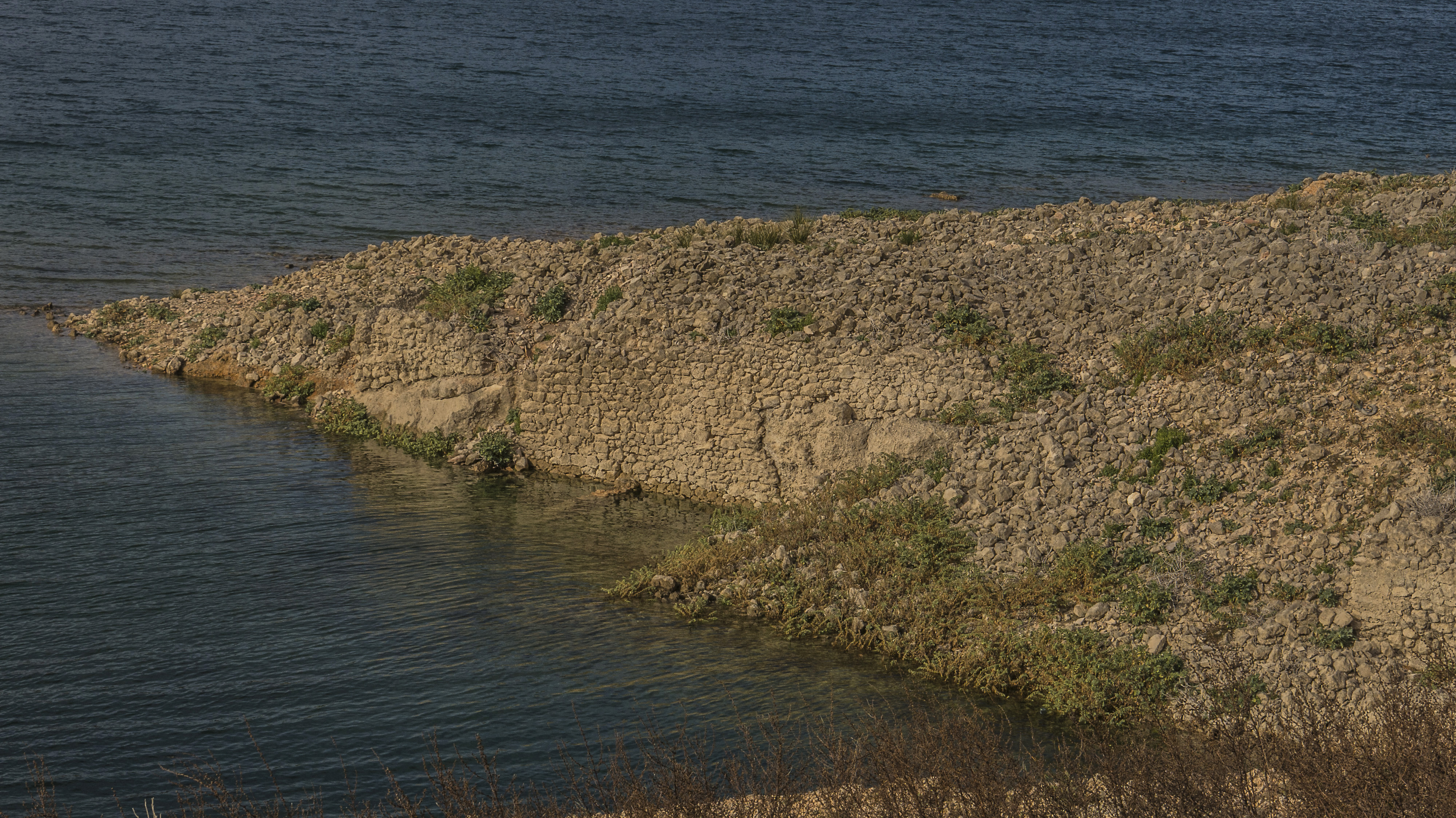
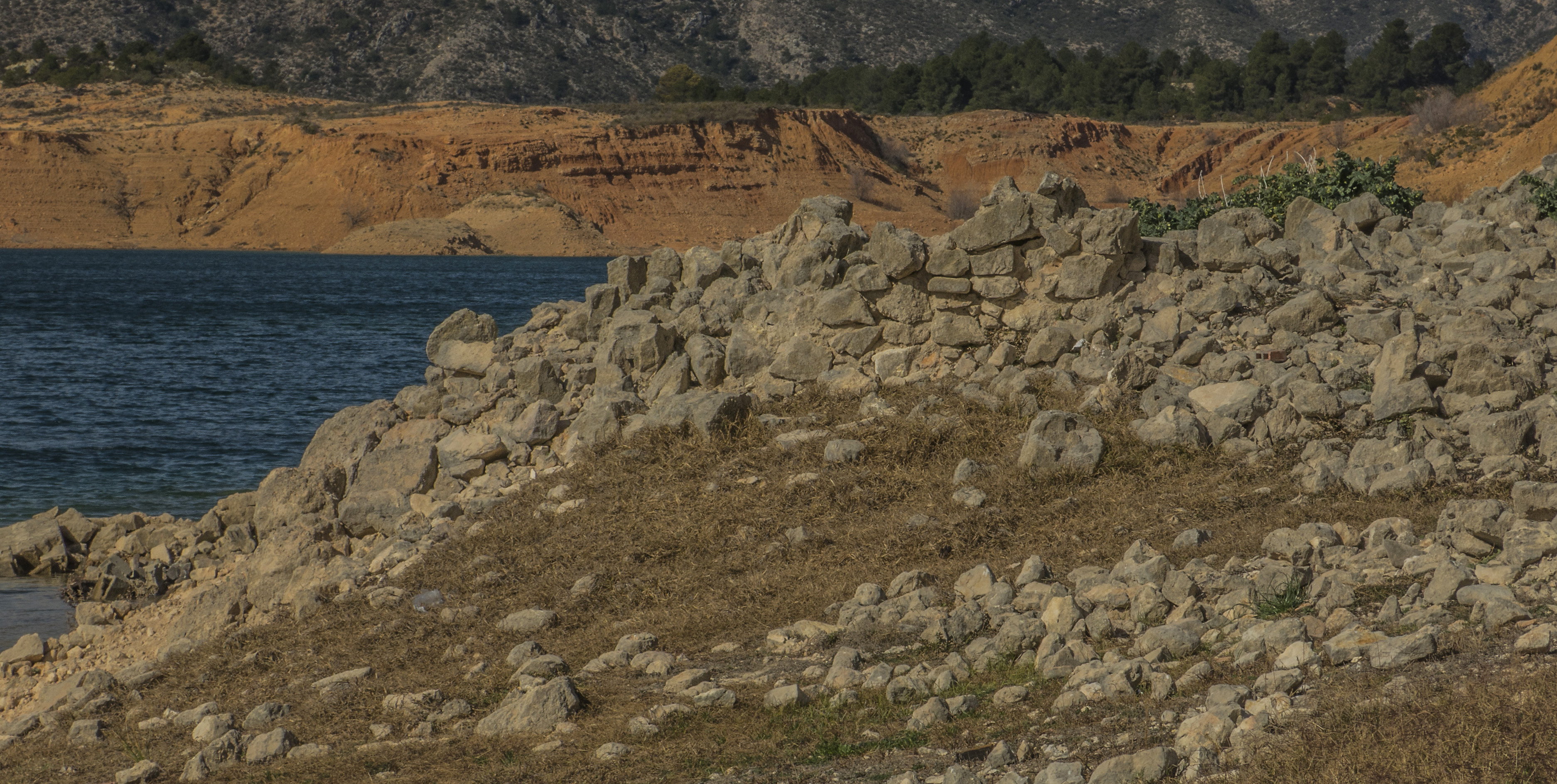
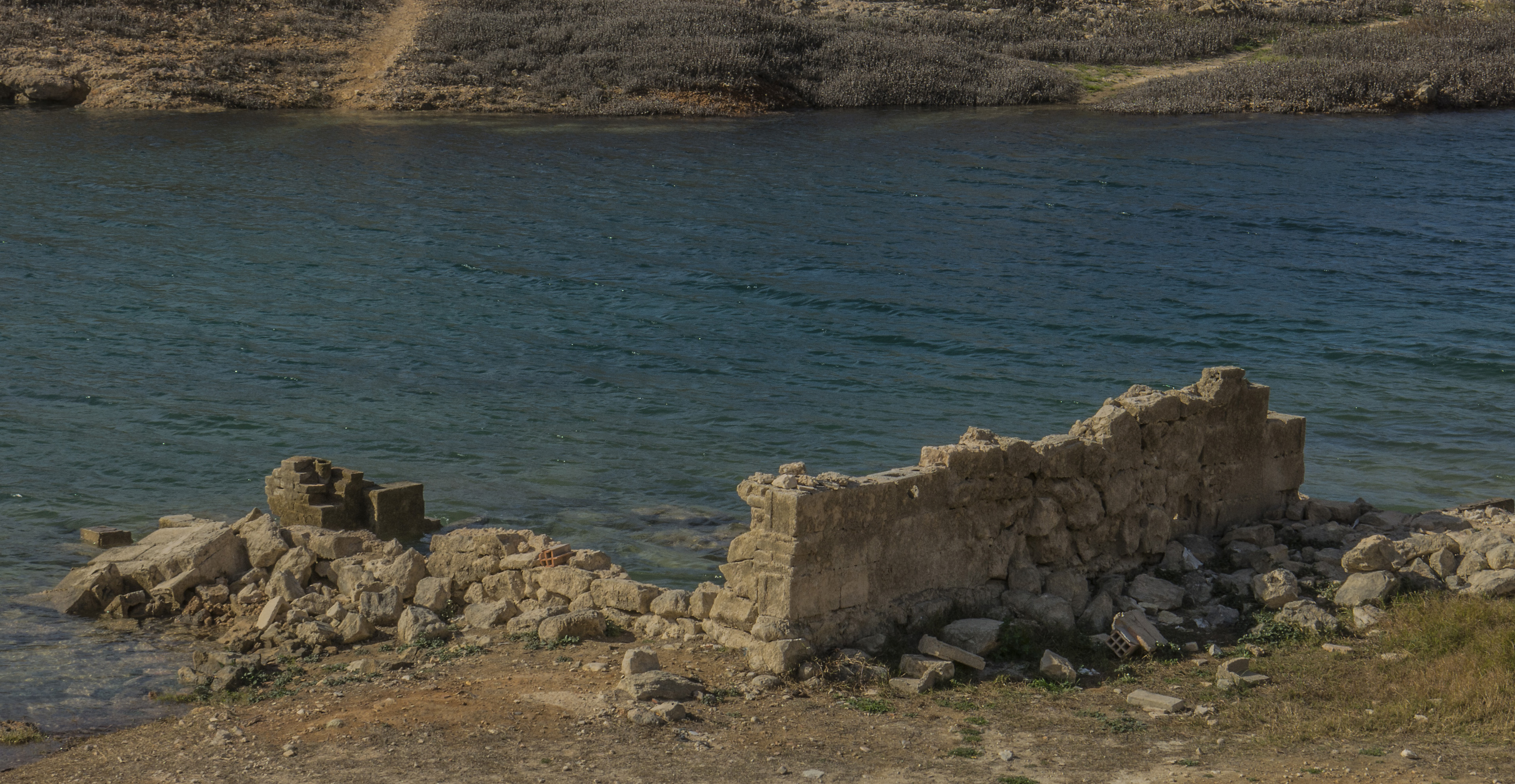
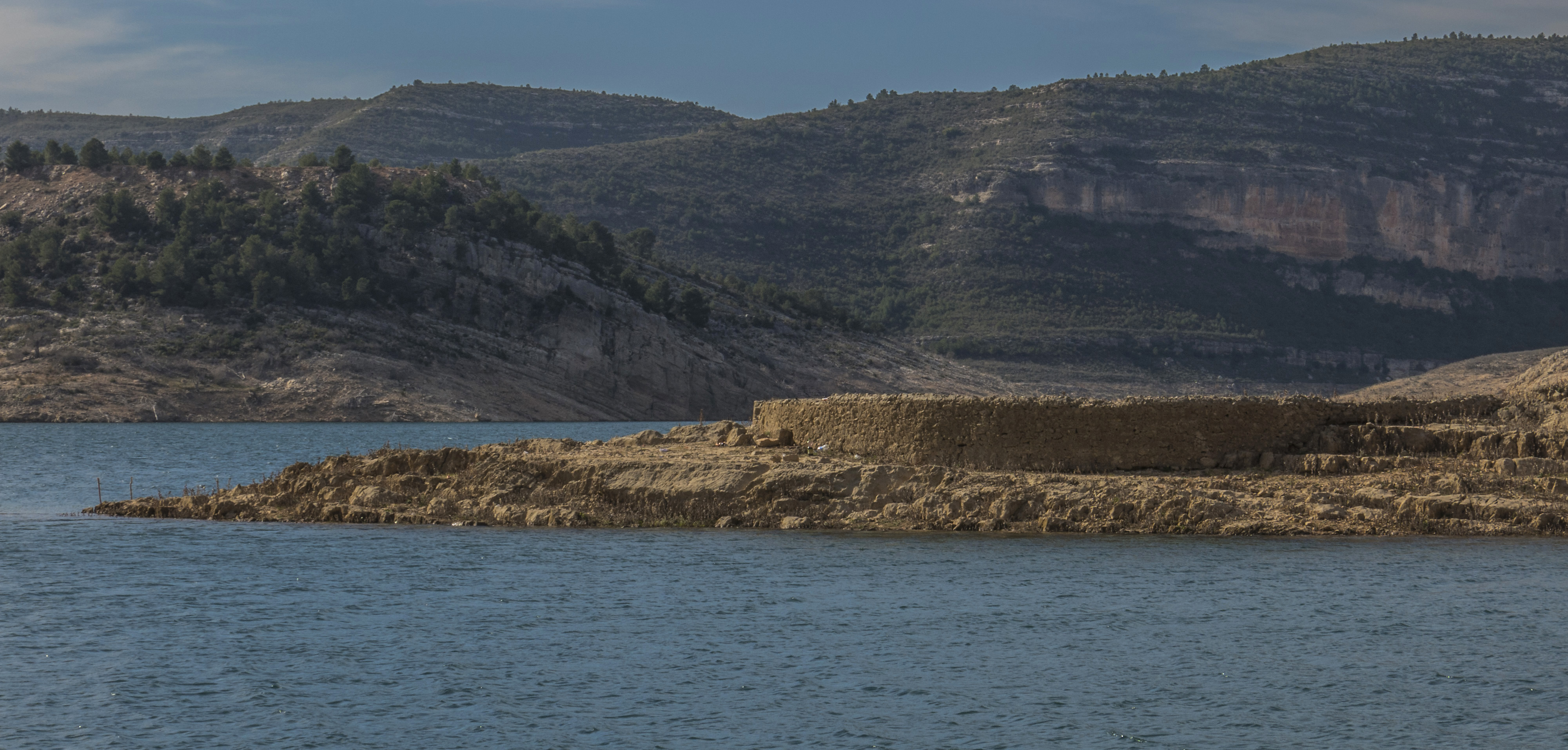
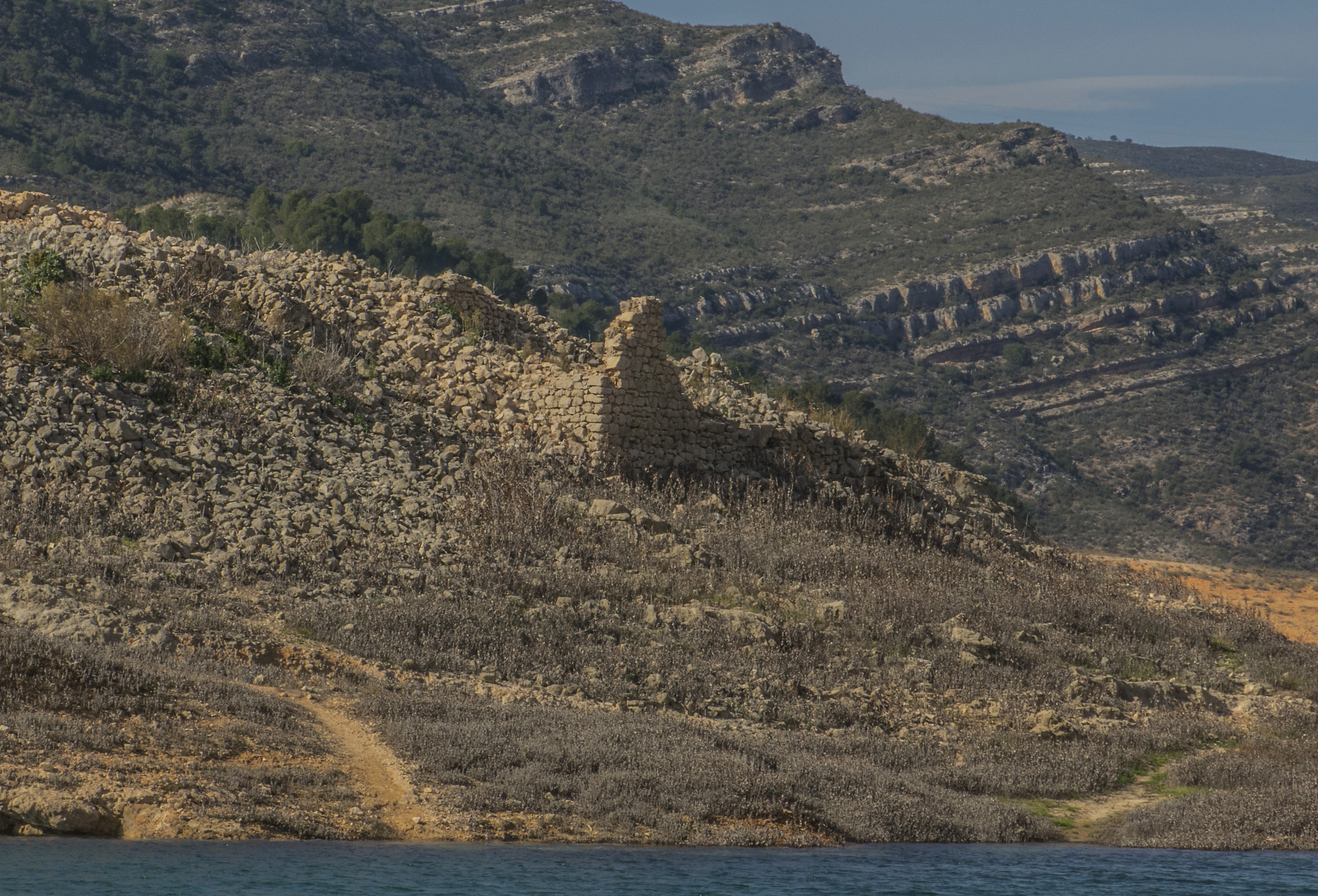

### Alcaldes
Des de 1999 l'alcalde de Tous és Cristóbal García Santafilomena, del Partit Popular (PP).
| Període                       | Alcalde o alcaldessa           | Partit polític | Data de possessió | Observacions |
| ----------------------------- | ------------------------------ | -------------- | ----------------- | ------------ |
| 1979–1983                     | José Doménech Estarlich        | UCD            | 19/04/1979        | --           |
| 1983–1987                     | Miguel Estarlich García        | PSPV-PSOE      | 28/05/1983        | --           |
| 1987–1991                     | Ramiro Antonio Briz Galdón     | PSPV-PSOE      | 30/06/1987        | --           |
| 1991–1995                     | Ramiro Antonio Briz Galdón     | PSPV-PSOE      | 15/06/1991        | --           |
| 1995–1999                     | Leopoldo Briz Briz             | AIT            | 17/06/1995        | --           |
| 1999–2003                     | Cristóbal García Santafilomena | PP             | 03/07/1999        | --           |
| 2003–2007                     | Cristóbal García Santafilomena | PP             | 14/06/2003        | --           |
| 2007–2011                     | Cristóbal García Santafilomena | PP             | 16/06/2007        | --           |
| 2011–2015                     | Cristóbal García Santafilomena | PP             | 11/06/2011        | --           |
| 2015–2019                     | Cristóbal García Santafilomena | PP             | 13/06/2015        | --           |
| 2019-2023                     | Cristóbal García Santafilomena | PP             | 15/06/2019        | --           |
| Des de 2023                   | n/d                            | n/d            | 17/06/2023        | --           |
| Fonts: Generalitat Valenciana |                                |                |                   |              |

## Patrimoni
- Torre de guaita de Tous
- Castell de Tous

## Festes
Del 29 de setembre al 2 d'octubre, dedicades a Sant Miquel, Sant Roc i a la Verge del Rosari.

## Gastronomia
El gaspatxo manxec, la paella, l'arròs al forn i, dintre de l'apartat reboster, las tortafinas i els mostachones són els dinars preferits al poble.

## Llengua
Els vora 1.100 habitants de Tous parlen un castellà tan farcit de catalanismes que ambdós idiomes es barregen donant lloc a la llegenda que diu que quan es van repartir les llengües pel món deixaren per al final Tous i hi escamparen les restes (Sanchis Guarner, Els pobles valencians parlen els uns dels altres). Algunes paraules característiques són "munyaco" sinònim de xiquet, o algunes formes ja en desús pel progressiu contacte amb la gent de la Ribera, motivat pel canvi d'ubicació del poble, i sols són usades pels més majors, el dialecte touer guarda gran relació amb el que es parla a la Canal de Navarrès debut a la seua proximitat geogràfica i cultural i el seu relatiu aïllament, cal recordar que fins al canvi d'ubicació Tous era culturalment més de la Canal que de la Ribera.

## Fills il·lustres
- José Miguel Ortí Bordás (1938), polític.